# Дієго Валанта
Дієго Валанта (ісп. Diego Valanta; нар. 8 вересня 2000, Панама) — панамський футболіст, нападник мексиканського клубу «Інтер Плая де Кармен» та національної збірної Панами.
Виступав, зокрема, за клуби «Тауро» та «Кафеталерос де Чіапас».

## Клубна кар'єра
У дорослому футболі дебютував 2016 року виступами за команду клубу «Тауро», в якому грав до 2021 року. У 2021 році Валанта перейшов до мексиканського клубу «Кафеталерос де Чіапас». У 2022 році він став гравцем клубу «Інтер Плая де Кармен».

## Виступи за збірні
2017 року дебютував у складі юнацької збірної Панами, взяв участь у 5 іграх на юнацькому рівні.
З 2018 року залучався до складу молодіжної збірної Панами. На молодіжному рівні зіграв у 9 офіційних матчах, забив 6 голів. У складі команди став учасником молодіжного чемпіонату світу 2019 року. У 2020 році Дієго Валанта дебютував у складі національної збірної Панами.